# Universidad Lusíada de Oporto
Universidad Lusíada de Oporto (ULP) es una institución privada de educación superior en la ciudad portuguesa de Oporto.